# 劉韻珂
劉韻珂（1792年—1864年），字玉坡，號荷樵，又號廉訪，山東兗州府汶上縣人，清朝政治人物，拔貢出身。

## 生平
道光十八年（1838年）六月初十，由浙江按察使調任廣西按察使。同年，升四川布政使。道光廿七年五月十二日（1847年6月24日），時任閩浙總督的劉韻珂與部屬淡水同知曹士桂、鹿港同知史密、臺灣北路協副將葉長春等人前往臺灣水沙連（日月潭附近）一帶視察。此行經歷，記載在曹士桂《宦海日記》之中。劉韻珂一行人抵達水沙連時受到當地原住民盛情接待，搭乘「蟒甲」（即獨木舟）遊日月潭。此外劉韻珂等人還在當地處理漢人與平埔族群私墾的問題，將新到的漢人私墾者驅逐，而過去埔里社招來的「熟番」後代則允許留下生活，新來的則在秋收後返回原來住處。五月十七日（1847年6月29日），劉韻珂受理眉社頭目改努報案，原來有徐贛棋私墾侵佔土地，並拆屋掘墓毀屍，並屢次凌虐改努。之後徐贛棋被捕，次日就被斬首示眾。此行埔里六社原住民向劉韻珂等官員表示願歸化成「熟番」，而他們之所以要歸化，是因為過去招來的平埔族群壯大後，反過來欺壓他們，因此希望歸化並能得到官府保護。劉韻珂一行人認為若不設官管理水沙連的開墾事宜，除埔里六社日後可能非死即遷，日後私墾者也可能會作亂反抗官府管理。日後劉韻珂向朝廷上〈奏勘番地疏〉，但其開墾水沙連一地的意見未被採納。
在各省的督抚大员中，刘韵珂可视作特例。他不是翰林，不是进士，甚至连举人都不是，只是国子监中的拔贡生，勉勉强强也算是正途出身。他不是亲贵，不是满人，史籍上未留下其祖先的记载，想来不过是平常人家。在讲究学历、讲究门第的道光朝，刘韵珂以七品小京官分发刑部见习，至1826年正式补缺，居然由主事、员外郎、郎中、知府、道员、按察使、布政使拾级而上，1840年8月，替代倒霉的乌尔恭额，出为浙江巡抚。在这短短的14年中，还包括丁父忧在家守制3年。
刘韵珂在仕途上一路搭快车，靠的不是机遇，而是其特有的办事处世的方式：一、办事结实；二、为人乖巧。前者与道光帝的为政宗旨榫合，后者又使他在官场上极有人缘。
比如，钦差大臣伊里布、裕谦先后驻扎镇海，但对该地防御似乎并不经意。刘韵珂身为浙抚，自觉有责，并不因为其上有钦差大臣专防而放弃责任，便数度前往劝说，并操劳其事。事竣之后，他并不张扬，而是将劳绩归于伊里布、裕谦，上奏时只是淡淡地说一句“其应添工程由伊里布另行奏报”､“嗣经钦差大臣裕谦饬令”。他的这种做法，自然讨长官们欢喜，但在奏折中淡淡的话语，又约约露出背后的潜台词，似乎在含蓄地提示道光帝：他是出力者。
在鸦片战争中，刘韵珂顶多是个二流角色。他虽为战事最为纷繁的浙江省最高军政长官，但在他之上，先后有三位钦差（伊里布、裕谦、耆英）和一位将军（奕经）。他并没有真正当家。他之所以能引人注目，在于他的主“抚”言论。可是，在战争之初，他又是一个地道的不打折扣的主“剿”官员。
1840年底，刘韵珂从四川赶赴浙江新任时，打定主意要与“逆夷”血战一场。而看到此时主持浙江军务的伊里布的举措，从本能上反感。当接到伊里布关于浙江停战的信函后，他全然不信，自行另派密探潜往英军占据的定海，搜集情报，并得出结论：英军将久据定海，伊里布、琦善的“抚夷”举措必然失败。于是，他将情报上奏道光帝，另对伊里布、琦善稍露微词，绵里藏针。他自知凭其地位，不可能劝说伊里布、琦善，便借助道光帝的神威，抑制伊里布、琦善。道光帝果然下旨。伊里布对此不满，两次上奏反讥刘韵珂“探闻所未尽”、“尚有不实不尽之处”，自称其驻扎镇海，较之“见闻更切，探访更真”。刘韵珂也并不就此撒手，反与颜伯焘联名上奏，称伊里布“纵能振发有方，而襄赞商筹，究形寡助”，要求派林则徐、邓廷桢来浙，“会同伊里布筹办一应攻剿事宜”，并授之专折上奏权，以不受伊里布的控制。
在伊里布、琦善主持“抚夷”事务时期，在林则徐、邓廷桢下台后不久，刘韵珂的这番言论举止自有耀眼的景色。英方对此也十分注意。1841年2月出版的《中国丛报》对此评论道：“在新任巡抚刘韵珂的管辖下，舟山的局势已经恶化”，刘韵珂促发的圣旨，“实质上已取消了11月17日谕旨中宣布的停战令”。
裕谦主浙后，两人旨趣相投，配合默契。刘韵珂热心参与定海、镇海的防御工程建设。裕谦称刘韵珂“爱民如子，驭兵有术”。
林则徐以四品卿衔奉旨到浙后，刘韵珂更是与之朝夕相处。据林则徐日记，其在浙35天，仅5天两人未谋面，其中有两天是因为刘前往定海无法见面。林则徐后来发配新疆，刘韵珂亦往寓所送行。
正当一切如愿，刘韵珂踌躇满志之际，1841年10月，英军连陷定海、镇海、宁波，三总兵战死，裕谦自杀。刘韵珂闻之如遇晴天霹雳，惊骇失色。定海、镇海防御工程是他所能设想和营造的最坚固的工事，裕谦等人又是他所遇到的最出色的官员，如果连这些都不足以抵挡“逆夷”的凶焰，那么还能指望什么？不愿接受现实却不能因之不承认现实。惊骇之后是深思。主“剿”的热情因前线的败绩而消退。于是，他在奏折上写了一段意思明确但用语含混的话：
伏查自古制驭外夷之法，惟战、守、抚三端，今战、守不利，抚又不可，臣梼昧庸材，实属束手无策。
未久，他奉到发琦善至浙江效力的谕旨，以为道光帝的态度发生变化，连忙于1842年10月30日出奏，要求将伊里布发往浙江“效力赎罪”。
启用伊里布的建议，被道光帝严词驳回。而道光帝派来的扬威将军，只闻在苏州欢娱。宁波城内英军，屡屡放风欲攻杭州。刘韵珂无兵无将更无退敌良方，只觉得面前的一切无比凶险。他虽在杭州苦心经营，但其防御措施连自己都不相信：在城内各巷口设立木栅栏，用民人一名守栅，营兵一名副之，昼以帜，夜以灯，鸣锣击梆……种种举措，与其说是御敌，不如说是靖民。可在人心浮动的杭州，却也制止了慌乱中乘机抢夺之风，因而民众拥戴，官声飞扬。他似乎已想到了死。奏折中称言：若战守不利，“臣只能捐一身以报君父生成之德，不能以一手而挽万众涣散之心”。在情绪败坏到极点之时，邻省江苏巡抚梁章钜因病去职，又使之暗生羡意。于是，他又于1842年1月29日具折，声称自己在四川任内便患有风痹，到浙后因军务繁重，致使“舌麻日甚，右腰塌陷一穴，且右耳闭塞，诸事健忘”。他祈望道光帝也能将其开缺，至少给假调理，在大厦将倾之际获一退身保全之机。可是，局势败坏到如此田地，道光帝无意也无法换人，仅是朱批嘉语相慰。
如同盼星星盼月亮一般盼来的扬威将军奕经，终于在1842年2月下旬领兵前往曹娥江前线，刘韵珂惊魂稍定。可20天后，这位颟顸的统帅兵败浙东仓惶夜奔杭州。刘韵珂再次跌落谷底，伤透了心，也拉下了脸，下令仅放奕经一人入城，而坚拒其部众于城外。他后来说明的理由是，一怕溃兵扰城，二怕英军尾至。
到了此时，一切努力都失败了，一切希望都破碎了。刘韵珂思想深处间或尚存的那一点点战意，也被扫荡得干干净净。他一反平日乖巧的习气，不顾可能会忤逆圣意，于1842年3月21日上了一道有名的“十可虑”奏折。在该折的夹片中，再次请求启用伊里布。这位曾被他伤害过的老长官，此时在他笔下又被描述为：“公忠体国，并无急功近名之心，臣生平所见者，止此一人”。
从奏用林则徐，到奏用伊里布，刘韵珂的思想整整转了180度。
在今天许多人的眼光中，由主“剿”转向主“抚”，无疑是一种倒退。但从刘韵珂这一实例上，我们却可清楚地看出其思想深化的进展。先前极力主“剿”，乃是失之于盲目，此时倾心“抚”议，却是着眼于现实。
在琦善､伊里布被斥革后，“抚”议已寝息一年，“剿”意沸腾。在这种情势下再倡“抚”议，颇有风险，且不论圣意如何，即是言路上的谤论也让人受不了。刘韵珂不愧为是一位官场中的高手，他没有正面提出“抚”，反而在“剿”字上作文章，称战争若继续进行，有十项“深属可危”的因素。本来，只要证明了“剿”之不可行，“抚”也就理所当然了。
让我们分析一下刘韵珂的“十可虑”。
其一曰：浙江清军两遭挫衄，锐气全消，势难复振。
其二曰：续调西北劲卒，距浙窎远，缓不济急。
其三曰：英军火器猛烈异常，无可抵御。
其四曰：英军并非不善陆战。
其五曰：清军即便在陆上幸胜，英军登舟遁去，清军只能“望洋兴叹”。
其六曰：英军以小惠结民心，彼此相安，民众“转以大兵进剿为虑，是民间鲜有同仇敌忾之心”。
其七曰：“大兵屡败，敌骄我馁，不唯攻剿綦难，防守亦极为不易”。
其八曰：浙江漕粮，多未完竣，“且有收不及半之处”，“皆由逆氛未竣”。
其九曰：浙江去年雪灾，杭州、湖州、绍兴等府“匪徒聚众抢掠，势甚鸱张”。虽由“猝被雪灾而起，实则因该逆滋事，各匪明知地方官不能兼顾，故遂藐法逞凶”。“当此人心震扰之时，难保不潜相煽惑，散而复聚。况上年雪灾之后，春花多未布种，现在米麦蔬菜，价日增昂，小民度日维艰，即使前此各奸民未能复集，安保此外不另有不逞之徒乘机而起？”
这番话说到了道光帝内心的病处。官民对立，形同水火，清王朝内部潜伏着深刻的危机。自然灾害，物价上涨……任何小小的火星，都有可能燃成燎原大火。十多年后以太平天国为主的全国内战，证明了这一点。而此时湖北钟人杰为首的民众造反，又提示了这一点。刘韵珂于此格外留心。先是在镇海､宁波失陷后，他一面请派援军，一面要求将裕谦生前在河南､安徽等处招募的乡勇5000名退回。他奏曰：
招募邻省乡勇，必须本省有精兵劲旅，控制铃束，庶可收该乡勇协助之力，而不致为非现在本省已有土匪抢掠滋事，民心摇动，弹压颇为不易，倘再招集邻省凶徒，则引盗入室，必将勾结贻患，为益甚微，为害甚大。
道光帝十分赞赏他的敏锐性，朱批曰：“所见大有深意，朕未见到。”浙东反攻失败后，刘韵珂又饬令地方官将溃散雇勇的兵器收缴，以防持械滋事。又恐浙江未能收齐，移咨苏、皖、豫、鲁等省巡抚“一体巡查”，“以免事端”。
刘韵珂对雇勇滋事的恐惧甚于正肆虐于浙东的英军，正是出于对王朝命运深层次考虑。以割地、赔款、通商为目的的英军，并无灭清之意；而一旦民众造反，将是皇冠落地。清朝统治者们尽管在诸多事务上糊涂昏聩，但在这一根本大计上十分清醒。刘韵珂是将此两件事联系到一起考虑的第一人。“不逞之徒乘机而起”一语，是对道光帝乃至整个统治集团的提醒，也是对他们施加的最有效的压力。
其十曰：七省防费甚钜，“糜饷劳师，伊于胡底？”
战争须以金钱为其后盾。再锋利的刺刀，若抽去作为中坚的军费，即刻软如灯芯草。战争期间，最使道光帝心烦意乱的，恐怕还是军费问题。
清王朝在鸦片战争中究竟花了多少钱，至今尚无准确的统计。就我所见的档案，只查到下列八省的报销数字：
浙江7,480,521两；江西224,016两；广东6,244,760两；四川167,370两；江苏1,302,400两；陕西115,851两；湖北333,567两；广西90,720两。
以上八省，共计1637万两。当然，实际开支要比报销数字更大，因为江苏、浙江两省的报销数字中并未包括该省捐输银钱（可不列入报销），而据我见到的远非完整的材料，浙江、江苏两省捐输银达476万两，钱达85万串。
刘韵珂的“十可虑”，是整个战争期间少有的能面对现实条分缕析的文件。他所提出的“深可焦虑”的十项，都是已经发生的事实或现实存在的隐患。对此，不仅他本人为之莫解，清王朝也无人可为之解。今天的历史学家在研究鸦片战争时，应当正视这些问题。

## 延伸阅读
[在维基数据编辑]
 《清史稿·卷371》，出自趙爾巽《清史稿》